# 올림픽 대한민국 선수단
올림픽 대한민국 선수단은 대한민국을 대표하여 올림픽에 참가하는 선수단이다.
한국인 선수가 올림픽에 출전한 것은 1932년 로스앤젤레스 올림픽부터였으나, 당시 일본 제국의 지배를 받던 시기였던 관계로 일본 선수단으로 출전하였다. 그 다음 대회인 1936년 베를린 올림픽에서는 한국인으로서는 처음으로 육상 종목의 손기정 선수가 금메달을, 남승룡 선수가 동메달을 획득하였다. 같은해 열린 1936년 동계 올림픽에도 한국인 선수가 처음 참가하였다.
1945년 8.15 광복 후 정부수립 이전이던 1947년 조선올림픽위원회가 창립되어 국제올림픽위원회 (IOC)의 가입 승인을 받았으며, 이듬해 1948년 스위스에서 개최한 동계 올림픽에 처음 3명의 선수가 참가하였다. ( 출처: https://web.archive.org/web/20110716063842/http://www.sports-reference.com/olympics/winter/1948/)
또한 같은 해 치러진 런던 올림픽부터 코리아(Coree)라는 우리나라의 공식이름의 선수단을 처음 파견하여 공식 참가하였다. (출처:https://web.archive.org/web/20120111131237/http://www.sports-reference.com/olympics/summer/1948/)
한국전쟁이 벌어지던 1952년 동계 올림픽에는 참가하지 못하였으며, 이후 1980년 하계 올림픽에는 미국 주도의 보이콧에 따라 불참하였다. 그 후로는 한번도 빠짐없이 꾸준히 참가하고 있다. 1988년 하계 올림픽을 서울에서 개최하였으며, 그로부터 30년 뒤 2018년 동계 올림픽을 평창에서 개최하게 되었다. 이로써 하계 올림픽과 동계 올림픽을 모두 개최한 8번째 나라가 되었다. 이후 2024년 동계 청소년 올림픽을 강원도에서 개최하였다.
대한민국 선수단의 올림픽 사상 첫 메달은 1948년 하계 올림픽에서 나왔으며, 올림픽 사상 첫 금메달은 1976년 하계 올림픽에서 획득하였다. 이후 하계 올림픽에서는 2020년 대회까지의 기준으로 총 287개의 메달을 획득하였으며, 양궁에서 가장 많은 메달을 획득하였다. 양궁과 더불어 태권도에서 역대 대회 메달집계 1위를 기록하고 있으며, 유도, 레슬링, 사격에서도 두각을 보인다. 동계 올림픽에서는 2022년 대회까지 총 70개의 메달을 획득하였다. 쇼트트랙 종목에서 역대 메달집계 1위를 기록하고 있으며, 같은 빙상종목인 스피드스케이팅 종목에서도 두각을 보인다.
한편 조선민주주의인민공화국과 올림픽 개막식에서 한반도기를 앞세워 공동으로 입장한 적이 있다. 2000년 하계 올림픽부터 2006년 동계 올림픽까지 4개 대회에서 공동입장을 진행하였으나, 본 대회에는 개별 선수단으로 참가하였다. 이후 2018년 동계 올림픽에서 다시 한번 공동입장을 성사시켰고, 개별 참가와는 별도로 올림픽 사상 첫 남북 단일팀을 결성하였다.

## 개최한 대회
대한민국은 현재까지 하계 올림픽과 동계 올림픽, 동계 청소년 올림픽을 1회씩 유치하였다.
각 대회는 일부 종목의 경우 분산개최가 이루어졌는데 1988년 서울 올림픽에서는 요트 종목이 부산광역시에서, 2018년 평창 동계 올림픽에서는 빙상 종목이 강릉시에서 개최되었다. 2024년 강원 동계 청소년 올림픽은 강원도의 4개 도시 (강릉, 정선, 평창, 횡성)에서 분산 개최되었다.
| 대회                      | 개최 도시 | 기간                | 참가국 수 | 참가 선수 | 세부종목 |
| ------------------------- | --------- | ------------------- | --------- | --------- | -------- |
| 1988년 하계 올림픽        | 서울      | 9월 17일 - 10월 2일 | 160개국   | 8,391명   | 237개    |
| 2018년 동계 올림픽        | 평창      | 2월 9일 - 2월 25일  | 92개국    | 2,920명   | 102개    |
| 2024년 동계 청소년 올림픽 | 강원      | 1월 19일 - 2월 1일  | 78개국    | 1,812명   | 90개     |

### 유치 실패
다음은 대한민국에서 대회 유치를 시도했던 정식 후보도시의 목록이다.
| 대회               | 후보도시 | 최종 유치도시 |
| ------------------ | -------- | ------------- |
| 2010년 동계 올림픽 | 평창     | 캐나다 밴쿠버 |
| 2014년 동계 올림픽 | 평창     | 러시아 소치   |

정식 후보 이외에 유치를 검토했던 사례로는 2024년 하계 올림픽과 2028년 하계 올림픽의 유치를 시도했던 부산광역시, 2032년 하계 올림픽의 유치를 시도했던 서울특별시가 있다. 이들 세 대회는 각각 프랑스 파리, 미국 로스앤젤레스, 오스트레일리아 브리즈번이 유치하였다.
현재 서울특별시는 2036년 하계 올림픽의 유치 예비후보로 나서고 있다.

## 대회별 메달 집계
- 빨간색 표시는 개최국임을 나타냄.

### 하계 올림픽 메달 집계
- (임원수는 제외)

| 대회                      | 참가 선수 | 금   | 은   | 동   | 합계 | 순위 | 비고              |
| 1948년 런던               | 50        | 0    | 0    | 2    | 2    | 32   | 첫 입성           |
| 1952년 헬싱키             | 19        | 0    | 0    | 2    | 2    | 37   |                   |
| 1956년 멜버른             | 35        | 0    | 1    | 1    | 2    | 29   |                   |
| 1960년 로마               | 36        | 0    | 0    | 0    | 0    | -    | 메달 없음         |
| 1964년 도쿄               | 154       | 0    | 2    | 1    | 3    | 27   |                   |
| 1968년 멕시코시티         | 54        | 0    | 1    | 1    | 2    | 36   |                   |
| 1972년 뮌헨               | 42        | 0    | 1    | 0    | 1    | 33   |                   |
| 1976년 몬트리올           | 50        | 1    | 1    | 4    | 6    | 19   | 사상 최초 금메달  |
| 1980년 모스크바           | 불참      | 불참 | 불참 | 불참 | 불참 | 불참 | 불참              |
| 1984년 로스앤젤레스       | 175       | 6    | 6    | 7    | 19   | 10   |                   |
| 1988년 서울               | 401       | 12   | 10   | 11   | 33   | 4    | 개최국, 최다 메달 |
| 1992년 바르셀로나         | 226       | 12   | 5    | 12   | 29   | 7    | 최다 동메달 획득  |
| 1996년 애틀랜타           | 300       | 7    | 15   | 5    | 27   | 10   | 최다 은메달 획득  |
| 2000년 시드니             | 281       | 8    | 10   | 10   | 28   | 12   |                   |
| 2004년 아테네 2004 아테네 | 264       | 9    | 12   | 9    | 30   | 9    |                   |
| 2008년 베이징             | 267       | 13   | 11   | 8    | 32   | 7    | 최다 금메달 획득  |
| 2012년 런던               | 248       | 13   | 9    | 9    | 31   | 5    | 최다 금메달 획득  |
| 2016년 리우데자네이루     | 204       | 9    | 3    | 9    | 21   | 8    |                   |
| 2020년 도쿄               | 237       | 6    | 4    | 10   | 20   | 16   |                   |
| 2024년 파리               | 143       | 13   | 9    | 10   | 32   | 8    | 최다 금메달 획득  |
| 2028년 로스앤젤레스       | 개최 예정 |      |      |      |      |      |                   |
| 2032년 브리즈번           | 개최 예정 |      |      |      |      |      |                   |
| 합계                      | 합계      | 109  | 100  | 111  | 320  | 14   | 14                |

### 동계 올림픽 메달 집계
| 대회                         | 참가 선수 | 금   | 은   | 동   | 합계 | 순위 | 비고                   |
| 1948년 장크트모리츠          | 3         | 0    | 0    | 0    | 0    | -    | 첫 입성                |
| 1952년 오슬로                | 불참      | 불참 | 불참 | 불참 | 불참 | 불참 | 불참                   |
| 1956년 코르티나담페초        | 4         | 0    | 0    | 0    | 0    | -    |                        |
| 1960년 스쿼밸리              | 7         | 0    | 0    | 0    | 0    | -    |                        |
| 1964년 인스부르크            | 7         | 0    | 0    | 0    | 0    | -    |                        |
| 1968년 그르노블              | 8         | 0    | 0    | 0    | 0    | -    |                        |
| 1972년 삿포로                | 5         | 0    | 0    | 0    | 0    | -    |                        |
| 1976년 인스부르크            | 3         | 0    | 0    | 0    | 0    | -    |                        |
| 1980년 레이크플래시드        | 10        | 0    | 0    | 0    | 0    | -    |                        |
| 1984년 사라예보              | 15        | 0    | 0    | 0    | 0    | -    |                        |
| 1988년 캘거리                | 28        | 0    | 0    | 0    | 0    | -    |                        |
| 1992년 알베르빌              | 23        | 2    | 1    | 1    | 4    | 10   | 사상 최초 메달 획득    |
| 1994년 릴레함메르            | 24        | 4    | 1    | 1    | 6    | 6    |                        |
| 1998년 나가노                | 38        | 3    | 1    | 2    | 6    | 9    |                        |
| 2002년 솔트레이크시티        | 48        | 2    | 2    | 0    | 4    | 14   |                        |
| 2006년 토리노                | 41        | 6    | 3    | 2    | 11   | 7    | 최다 금메달 획득       |
| 2010년 밴쿠버                | 46        | 6    | 6    | 2    | 14   | 5    | 최다 금메달 획득       |
| 2014년 소치                  | 71        | 3    | 3    | 2    | 8    | 13   |                        |
| 2018년 평창                  | 122       | 5    | 8    | 4    | 17   | 7    | 개최국, 최다 메달 획득 |
| 2022년 베이징                | 64        | 2    | 5    | 2    | 9    | 14   |                        |
| 2026년 밀라노-코르티나담페초 | 개최 예정 |      |      |      |      |      |                        |
| 합계                         | 합계      | 31   | 25   | 14   | 70   | 15   | 15                     |

## 종목별 메달 집계
| 스포츠    | 금  | 은  | 동  | 합계 |
| 양궁      | 32  | 10  | 8   | 50   |
| 태권도    | 14  | 3   | 8   | 25   |
| 유도      | 11  | 19  | 21  | 51   |
| 레슬링    | 11  | 11  | 14  | 36   |
| 사격      | 10  | 12  | 1   | 23   |
| 배드민턴  | 7   | 8   | 7   | 22   |
| 펜싱      | 7   | 4   | 8   | 19   |
| 복싱      | 3   | 7   | 11  | 21   |
| 역도      | 3   | 7   | 7   | 17   |
| 탁구      | 3   | 3   | 14  | 20   |
| 체조      | 2   | 4   | 5   | 11   |
| 핸드볼    | 2   | 4   | 1   | 7    |
| 수영      | 1   | 3   | 1   | 5    |
| 육상      | 1   | 1   | 0   | 2    |
| 야구      | 1   | 0   | 1   | 2    |
| 골프      | 1   | 0   | 0   | 1    |
| 필드 하키 | 0   | 3   | 0   | 3    |
| 농구      | 0   | 1   | 0   | 1    |
| 근대 5종  | 0   | 0   | 2   | 2    |
| 배구      | 0   | 0   | 1   | 1    |
| 축구      | 0   | 0   | 1   | 1    |
| 합계      | 109 | 100 | 111 | 320  |

| 스포츠         | 금 | 은 | 동 | 합계 |
| 쇼트트랙       | 24 | 13 | 11 | 48   |
| 스피드스케이팅 | 5  | 8  | 3  | 16   |
| 피겨스케이팅   | 1  | 1  | 0  | 2    |
| 스켈레톤       | 1  | 0  | 0  | 1    |
| 스노보드       | 0  | 1  | 0  | 1    |
| 컬링           | 0  | 1  | 0  | 1    |
| 봅슬레이       | 0  | 1  | 0  | 1    |
| 합계           | 31 | 25 | 14 | 70   |

## 메달 기록 보유 선수

### 최다 메달
| 선수   | 종목           | 대회 | 참가 대회                      | 금 | 은 | 동 | 합계 |
| 김우진 | 양궁           | 하계 | 2016년, 2020년, 2024년         | 5  | 0  | 0  | 5    |
| 진종오 | 사격           | 하계 | 2004년, 2008년, 2012년, 2016년 | 4  | 2  | 0  | 6    |
| 김수녕 | 양궁           | 하계 | 1988년, 1992년, 2000년         | 4  | 1  | 1  | 6    |
| 전이경 | 쇼트트랙       | 동계 | 1992년, 1994년, 1998년         | 4  | 0  | 1  | 5    |
| 이승훈 | 스피드스케이팅 | 동계 | 2010년, 2014년, 2018년, 2022년 | 2  | 3  | 1  | 6    |
| 박성현 | 양궁           | 하계 | 2004년, 2008년                 | 3  | 1  | 0  | 4    |
| 안현수 | 쇼트트랙       | 동계 | 2002년, 2006년                 | 3  | 0  | 1  | 4    |
| 기보배 | 양궁           | 하계 | 2012년, 2016년                 | 3  | 0  | 1  | 4    |
| 진선유 | 쇼트트랙       | 동계 | 2006년                         | 3  | 0  | 0  | 3    |
| 윤미진 | 양궁           | 하계 | 2000년, 2004년                 | 3  | 0  | 0  | 3    |
| 김기훈 | 쇼트트랙       | 동계 | 1992년, 1994년                 | 3  | 0  | 0  | 3    |
| 안산   | 양궁           | 하계 | 2020년                         | 3  | 0  | 0  |      |

임시현 추가  3개

### 진기록
대한민국 최초의 올림픽 메달리스트는 1948년 하계 올림픽의 역도 종목에 출전해 동메달을 획득한 김성집과 한수안이다. 최초의 올림픽 은메달리스트는 1956년 하계 올림픽 복싱 종목에 출전한 송순천 선수이며, 최초의 올림픽 금메달리스트는 1976년 하계 올림픽 레슬링 종목의 양정모 선수이다.
1988년 하계 올림픽에서는 여자 핸드볼 대표팀이 구기 종목 사상 첫 금메달을 획득했고, 양궁 김수녕 선수가 여자 단체전, 여자 개인전에서 우승하며 대한민국 올림픽 사상 첫 2관왕을 달성했다.
1992년 하계 올림픽에서는 대회 첫 금메달과 대회 마지막 금메달을 모두 차지하는 기록을 세우기도 했다. 첫 금메달은 사격 종목에 출전한 여갑순 선수가, 마지막 금메달은 육상 마라톤 종목에 출전한 황영조 선수가 거머쥐었다.
동계 올림픽 첫 메달리스트의 경우, 1992년 동계 올림픽에서 최초의 금, 은, 동메달리스트가 모두 쏟아져 나왔다. 쇼트트랙 남자 1000m 종목에 출전한 김기훈 선수와 4000m 계주에 출전한 단체팀이 사상 첫 동계올림픽 금메달을 거머쥐었고, 스피드스케이팅의 김윤만 선수, 쇼트트랙의 이준호 선수가 각각 최초의 은메달, 동메달리스트가 되었다. 쇼트트랙은 해당 대회에서 처음으로 올림픽 종목으로 도입된 것이기도 하였으며, 이후 2018년까지 대한민국은 쇼트트랙 한 종목에서만 48개의 메달을 획득한다.
2006년 동계 올림픽에서는 쇼트트랙의 안현수와 진선유가 대한민국 동계 올림픽 3관왕이자 대한민국 올림픽 선수단의 3관왕을 달성했다.
2008년 하계 올림픽에서는 수영의 박태환는 남자 자유형 400m에서 대한민국 수영의 올림픽 첫 금메달을 획득했다. 남자 야구에서 9전 9승을 달성하며 금메달을 획득했으며 대한민국 올림픽 사상 최다 금메달 13개을 수확하며 1988 서울 하계 올림픽 이후 20년 만에 신기록을 수립했다.
2010년 동계 올림픽에서는 피겨스케이팅의 김연아 선수가 금메달을 획득함으로써 쇼트트랙, 스피드스케이팅 외 종목 사상 첫 메달과 금메달을 획득하였다. 2018년 동계 올림픽에서는 스켈레톤의 윤성빈 선수가 1위에 올라 최초로 썰매 종목 금메달을 획득하였고, 스노보드의 이상호 선수가 은메달을 차지해 사상 첫 설상 종목 메달리스트가 되었고, 컬링에서 여자 컬링 대표팀이 사상 첫 올림픽 컬링 첫 메달이자 은메달을 차지했다.
2012년 하계 올림픽에서는 펜싱 남자 샤브르 단체전에서 대한민국 올림픽 선수단의 올림픽 100번째 금메달을 달성했으며, 기계체조의 양학선이 기계체조 남자 도마 개인전에서 올림픽 체조 첫 금메달을 차지했고, 대한민국 축구 대표팀는 올림픽 축구에서 사상 첫 동메달을 획득했으며, 태권도의 황경선은 2012년 하계 올림픽 태권도에서 금메달을 획득했다. 2008년 하계 올림픽 당시 같은 종목에서 금메달을 획득하였던 황경선은 같은 종목에서 금메달을 획득하며 대한민국 올림픽 태권도의 2연패를 달성하였다. 사격 진종오는 대한민국 올림픽 사격 첫 2관왕을 달성했다. 4년 후 리우올림픽에서 대한민국 올림픽 사상 첫 3연패이자 사격 첫 3연패를 달성했다. 양궁 오진혁는 대한민국 남자 양궁의 숙원 남자 개인 양궁에서 첫 금메달을 차지했다. 최종 종합 5위으로 대한민국의 원정 올림픽 사상 최고의 성적을 차지했다.
2014년 2월 11일 이상화는 2014년 동계 올림픽 스피드 스케이팅 여자 500m 종목에서 금메달을 획득하였다. 이미 2010년 동계 올림픽 당시 같은 종목에서 금메달을 획득하였던 이상화는 이로써 스피드 스케이팅 여자 500m 종목을 2연패한 역대 3번째 선수이자 첫번째 한국 선수가 되었다.
2016년 8월 13일 구본찬는 2016년 하계 올림픽 양궁 남자 개인전에서 금메달을 획득하였다. 그리고 대한민국 남자 양궁의 사상 첫 올림픽 2관왕을 달성한 선수가 되었다. 동시에 사상 첫 올림픽 양궁 전 종목 금메달 석권을 달성했다.
2016년 8월 21일 박인비는 2016년 하계 올림픽 골프 여자 개인전에서 첫 금메달을 획득하였다.
2021년 7월 30일 안산은 2020년 하계 올림픽 양궁 종목의 혼성 단체, 여자 단체, 여자 개인 종목에서 모두 금메달을 획득하면서, 대한민국 최초의 하계 올림픽 3관왕이자 한 종목 3관왕이라는 신기록을 세웠다.
2021년 8월 1일 여자 기계체조 여서정는 대한민국 여자 도마 개인전에서 처음으로 사상 첫 동메달을 획득했으며, 1996년 하계 올림픽의 기계체조 은메달 리스트이자 아버지 여홍철와 같이 부녀가 올림픽 메달 리스트가 되었다.
2021년 8월 7일 전웅태는 2020년 하계 올림픽 근대 5종 남자 종목에서 대한민국의 올림픽 근대 5종 사상 첫 동메달을 획득했다.

## 대회별 참가 종목 현황

### 하계 올림픽
| 종목         | 48 | 52 | 56 | 60 | 64 | 68 | 72 | 76 | 84 | 88 | 92 | 96 | 00 | 04 | 08 | 12 | 16 | 20 |
| ------------ | -- | -- | -- | -- | -- | -- | -- | -- | -- | -- | -- | -- | -- | -- | -- | -- | -- | -- |
| 양궁         |    |    |    |    |    |    |    |    | •  | •  | •  | •  | •  | •  | •  | •  | •  |    |
| 육상         | •  | •  | •  | •  | •  | •  | •  |    | •  | •  | •  | •  | •  | •  | •  | •  | •  |    |
| 배드민턴     |    |    |    |    |    |    | d  |    |    | e  | •  | •  | •  | •  | •  | •  | •  |    |
| 야구         |    | d  | d  |    | d  |    |    |    | d  | d  |    | •  | •  |    | •  |    |    |    |
| 농구         | •  |    | •  |    | •  | •  |    |    | •  | •  |    | •  | •  | •  | •  |    |    |    |
| 볼링         |    |    |    |    |    |    |    |    |    | d  |    |    |    |    |    |    |    |    |
| 복싱         | •  | •  | •  | •  | •  | •  | •  | •  | •  | •  | •  | •  | •  | •  | •  | •  | •  |    |
| 카누         |    |    |    |    |    |    |    |    | •  | •  | •  | •  | •  |    | •  | •  | •  |    |
| 사이클       | •  | •  | •  | •  | •  | •  |    |    | •  | •  | •  | •  | •  | •  | •  | •  | •  |    |
| 다이빙       |    |    |    | •  | •  | •  |    |    | •  | •  |    | •  | •  |    | •  | •  | •  |    |
| 승마         |    | •  |    | •  | •  |    |    |    |    | •  | •  |    |    | •  | •  |    | •  |    |
| 펜싱         |    |    |    |    | •  |    |    |    | •  | •  | •  | •  | •  | •  | •  | •  | •  |    |
| 하키         |    |    |    |    |    |    |    |    |    | •  | •  | •  | •  | •  | •  | •  | •  |    |
| 축구         | •  |    |    |    | •  |    |    |    |    | •  | •  | •  | •  | •  | •  | •  | •  |    |
| 체조         |    |    |    | •  | •  | •  |    |    | •  | •  | •  | •  | •  | •  | •  | •  | •  |    |
| 핸드볼       |    |    |    |    |    |    |    |    | •  | •  | •  | •  | •  | •  | •  | •  | •  |    |
| 유도         |    |    |    |    | •  |    | •  | •  | •  | •  | •  | •  | •  | •  | •  | •  | •  |    |
| 근대 5종     |    |    |    |    | •  |    |    |    | •  | •  | •  | •  |    | •  | •  | •  | •  |    |
| 조정         |    |    |    |    | •  |    |    |    | •  | •  | •  | •  | •  | •  | •  | •  | •  |    |
| 요트         |    |    |    |    |    |    |    |    | •  | •  | •  | •  | •  | •  | •  | •  | •  |    |
| 사격         |    |    | •  | •  | •  | •  | •  | •  | •  | •  | •  | •  | •  | •  | •  | •  | •  |    |
| 수영         |    |    |    |    | •  | •  | •  |    | •  | •  | •  | •  | •  | •  | •  | •  | •  |    |
| 싱크로나이즈 |    |    |    |    |    |    |    |    |    | •  |    |    | •  | •  |    | •  |    |    |
| 탁구         |    |    |    |    |    |    |    |    |    | •  | •  | •  | •  | •  | •  | •  | •  |    |
| 태권도       |    |    |    |    |    |    |    |    |    | d  | d  |    | •  | •  | •  | •  | •  |    |
| 테니스       |    |    |    |    |    | d  |    |    | d  | •  | •  | •  | •  | •  | •  |    |    |    |
| 배구         |    |    |    |    | •  | •  | •  | •  | •  | •  | •  | •  | •  | •  |    | •  | •  |    |
| 수구         |    |    |    |    |    |    |    |    |    | •  |    |    |    |    |    |    |    |    |
| 역도         | •  | •  | •  | •  | •  | •  | •  |    | •  | •  | •  | •  | •  | •  | •  | •  | •  |    |
| 레슬링       | •  | •  | •  | •  | •  | •  | •  | •  | •  | •  | •  | •  | •  | •  | •  | •  | •  |    |

- d : 시범종목
- e : 전시종목

### 동계 올림픽
| 종목                     | 48 | 56 | 60 | 64 | 68 | 72 | 76 | 80 | 84 | 88 | 92 | 94 | 98 | 02 | 06 | 10 | 14 | 18 |
| ------------------------ | -- | -- | -- | -- | -- | -- | -- | -- | -- | -- | -- | -- | -- | -- | -- | -- | -- | -- |
| 알파인 스키              |    |    | •  | •  | •  |    |    | •  | •  | •  | •  | •  | •  |    | •  | •  | •  | •  |
| 바이애슬론               |    |    |    |    |    |    |    |    | •  | •  | •  |    | •  | •  | •  | •  | •  | •  |
| 봅슬레이                 |    |    |    |    |    |    |    |    |    |    |    |    |    |    |    | •  | •  | •  |
| 크로스컨트리             |    |    | •  | •  | •  |    |    | •  | •  | •  | •  | •  | •  | •  | •  | •  | •  | •  |
| 컬링                     |    |    |    |    |    |    |    |    |    |    |    |    |    |    |    |    | •  | •  |
| 피겨스케이팅             |    |    |    |    | •  | •  | •  | •  | •  | •  | •  | •  | •  | •  |    | •  | •  | •  |
| 프리스타일스키           |    |    |    |    |    |    |    |    |    |    |    |    |    |    | •  | •  | •  | •  |
| 노르딕복합               |    |    |    |    |    |    |    |    |    |    |    |    |    |    |    |    |    | •  |
| 루지                     |    |    |    |    |    |    |    |    |    |    |    |    | •  | •  | •  | •  | •  | •  |
| 아이스하키               |    |    |    |    |    |    |    |    |    |    |    |    |    |    |    |    |    | •  |
| 쇼트트랙 스피드 스케이팅 |    |    |    |    |    |    |    |    |    | d  | •  | •  | •  | •  | •  | •  | •  | •  |
| 스켈레톤                 |    |    |    |    |    |    |    |    |    |    |    |    |    | •  | •  | •  | •  | •  |
| 스키점프                 |    |    |    |    |    |    |    |    |    |    |    |    | •  | •  | •  | •  | •  | •  |
| 스노보드                 |    |    |    |    |    |    |    |    |    |    |    |    |    |    |    | •  | •  | •  |
| 스피드스케이팅           | •  | •  | •  | •  | •  | •  | •  | •  | •  | •  | •  | •  | •  | •  | •  | •  | •  | •  |

- d : 시범종목

## 같이 보기
- 대한민국의 올림픽 기수 목록
- 대한민국 올림픽 금메달리스트 목록
- 패럴림픽 대한민국 선수단
- 아시안 게임 대한민국 선수단

## 참고 자료
- Korea - SR/Olympic Sports